# Municipio de Neosho (condado de Cherokee)
El municipio de Neosho (en inglés: Neosho Township) es un municipio ubicado en el condado de Cherokee en el estado estadounidense de Kansas. En el año 2010 tenía una población de 279 habitantes y una densidad poblacional de 1,76 personas por km².

## Geografía
El municipio de Neosho se encuentra ubicado en las coordenadas 37°3′16″N 95°0′21″O / 37.05444, -95.00583. Según la Oficina del Censo de los Estados Unidos, el municipio tiene una superficie total de 158.58 km², de la cual 157,01 km² corresponden a tierra firme y (0,99 %) 1,56 km² es agua.

## Demografía
Según el censo de 2010, había 279 personas residiendo en el municipio de Neosho. La densidad de población era de 1,76 hab./km². De los 279 habitantes, el municipio de Neosho estaba compuesto por el 93,19 % blancos, el 3,23 % eran amerindios y el 3,58 % eran de una mezcla de razas. Del total de la población el 0 % eran hispanos o latinos de cualquier raza.